# Бутовка (Одесская область)
Бутовка (укр. Бутівка) — село, относится к Лиманскому району Одесской области Украины.
Население по переписи 2001 года составляло 128 человек. Почтовый индекс — 67532. Телефонный код — 4855. Занимает площадь 0,22 км². Код КОАТУУ — 5122781302.

## Местный совет
67532, Одесская обл., Лиманский р-н, с. Дмитровка, ул. Восточная, 52а